# Estação Pedro de Valdivia
A Estação Pedro de Valdivia é uma das estações do Metrô de Santiago, situada em Santiago, entre a Estação Manuel Montt e a Estação Los Leones. Faz parte da Linha 1.
Foi inaugurada em 31 de agosto de 1980. Localiza-se no cruzamento da Avenida Nueva Providencia com a Rua Carlos Antúnez. Atende a comuna de Providencia.
Espera-se que até 2028 esta estação seja uma futura combinação com a Linha 7.